# Psiloibidion
Psiloibidion is een kevergeslacht uit de familie van de boktorren (Cerambycidae). De wetenschappelijke naam van het geslacht werd voor het eerst geldig gepubliceerd in 1968 door Martins.

## Soorten
Psiloibidion is monotypisch en omvat slechts de volgende soort:
- Psiloibidion leucogramma (Perty, 1832)